# Oria (Almería)
Oria ist eine spanische Gemeinde im Verwaltungsgebiet Valle del Almanzora der Provinz Almería in der Autonomen Gemeinschaft Andalusien. Die Bevölkerung von Oria bestand im Jahr 2024 aus 2.199 Einwohnern. 

## Geografie
Die Gemeinde liegt im Gebiet des Valle del Almanzora, in der Sierra de las Estancias. Sie grenzt an Albox, Chirivel, Cúllar (Grenada), Fines, Lúcar, Olula del Río, Partaloa, Purchena und Somontín.